# Liste der Baudenkmäler in Kupferberg
Auf dieser Seite sind die Baudenkmäler in der oberfränkischen Stadt Kupferberg zusammengestellt. Diese Tabelle ist eine Teilliste der Liste der Baudenkmäler in Bayern. Grundlage ist die Bayerische Denkmalliste, die auf Basis des Bayerischen Denkmalschutzgesetzes vom 1. Oktober 1973 erstmals erstellt wurde und seither durch das Bayerische Landesamt für Denkmalpflege geführt wird. Die folgenden Angaben ersetzen nicht die rechtsverbindliche Auskunft der Denkmalschutzbehörde. Diese Liste gibt den Fortschreibungsstand vom 16. Oktober 2014 wieder und enthält 12 Baudenkmäler.

## Baudenkmäler
| Lage                                         | Objekt                                                                            | Beschreibung | Akten-Nr.     | Bild                                                                              |
| -------------------------------------------- | --------------------------------------------------------------------------------- | --- | ------------- | --------------------------------------------------------------------------------- |
| Friedhofsweg 3 (Standort)                    | Kreuzgruppe                                                                       | Holz, spätes 17. Jahrhundert | D-4-77-129-3  | BW                                                                                |
| Hofer Straße 11 (Standort)                   | Pfarrhaus                                                                         | Zweigeschossiger Walmdachbau mit Sandsteingliederungen und Freitreppe, 1798–1801, bezeichnet „1798“ | D-4-77-129-4  | BW                                                                                |
| Kirchplatz 3 (Standort)                      | Gasthof Zum Weißen Roß                                                            | Zweigeschossiger Walmdachbau mit Sandsteinrahmungen, spätes 18. Jahrhundert; Immaculata, Holz, 18. Jahrhundert | D-4-77-129-5  | BW                                                                                |
| Kirchplatz 6 (Standort)                      | Katholische Stadtpfarrkirche St. Veit                                             | Spätgotische, dreischiffige, netzgewölbte Halle mit eingezogenem Chor mit Turm, Turmobergeschoss 1752 von Johann Jakob Michael Küchel; mit Ausstattung | D-4-77-129-6  | Katholische Stadtpfarrkirche St. Veit                                             |
| Kulmbacher Straße (Standort)                 | Sandsteinstatue des heiligen Johannes Nepomuk                                     | 1802, auf Sandsteinbalustrade des Spitals, 18. Jahrhundert | D-4-77-129-14 | Sandsteinstatue des heiligen Johannes Nepomuk                                     |
| Kulmbacher Straße 3 (Standort)               | Wohnhaus                                                                          | Zweigeschossiger Giebelbau mit reicher Fassadengliederung, um 1870/80 mit älteren Teilen | D-4-77-129-15 | BW                                                                                |
| Marktplatz 4 (Standort)                      | Rathaus, ehemaliges Wohnhaus                                                      | Traufständiger zweigeschossiger Halbwalmdachbau, um 1800, Dachreiter 1936 | D-4-77-129-9  | BW                                                                                |
| Schloßweg 11 (Standort)                      | Wohnhaus                                                                          | Eingeschossiger Bruchsteinbau mit Satteldach, bezeichnet „1822“ Torbogen, bezeichnet „1671“ | D-4-77-129-16 | BW                                                                                |
| Schloßweg 15, 17 (Standort)                  | Ehemaliges Oberamtshaus, seit 1823 Schule, heute Wohnhaus                         | Stattlicher zweigeschossiger Walmdachbau mit Sandsteinrahmungen, 1701 von Leonhard Dientzenhofer, bezeichnet „1701“ Torbogen, Sandstein, 1674 | D-4-77-129-10 | BW                                                                                |
| Spitalweg 1, Kulmbacher Straße 34 (Standort) | Spital mit katholischer Kirche zum Heiligen Geist und St. Katharina; Felsenkeller | Zweigeschossiger Walmdachbau mit reicher Sandsteingliederung, 1738–39 von Johann Jakob Michael Küchel, bezeichnet „1739“, hinter Mittelrisalit mit Uhrturmgiebel Kirche; mit Ausstattung Sandsteinbalustrade des Vorgartens, 18. Jahrhundert Rückwärtiger Keller | D-4-77-129-7  | Spital mit katholischer Kirche zum Heiligen Geist und St. Katharina; Felsenkeller |
| Torhausweg 2 (Standort)                      | Wohnstallbau                                                                      | Zweigeschossiger Halbwalmdachbau mit Sandsteinrahmungen, im Kern wohl 18. Jahrhundert, bezeichnet „1862“ Nische mit kreuztragendem Christus, Sandstein, spätes 18. Jahrhundert                                                                                   | D-4-77-129-11 | BW                                                                                |
| Torhausweg 19 (Standort)                     | Wohnhaus                                                                          | Zweigeschossiger Walmdachbau mit verputztem Fachwerkobergeschoss, wohl spätes 18. Jahrhundert, im Kern älter | D-4-77-129-12 | BW                                                                                |